# Trachemys terrapen
Trachemys terrapen är en sköldpaddsart som beskrevs av  Pierre Joseph Bonnaterre 1789. Trachemys terrapen ingår i släktet Trachemys och familjen kärrsköldpaddor. IUCN kategoriserar arten globalt som sårbar. Inga underarter finns listade i Catalogue of Life.
Arten förekommer endemisk på Jamaica och på mindre öar i samma region. Den introducerades i Florida.